# Scyllarus crenatus
Scyllarus crenatus är en kräftdjursart som först beskrevs av Thomas Whitelegge 1900.  Scyllarus crenatus ingår i släktet Scyllarus och familjen Scyllaridae. Inga underarter finns listade i Catalogue of Life.